# كرايغ ستيفنز (مقدم تلفزيوني)
كرايغ ستيفنز (بالإنجليزية: Craig Stevens)‏ هو مقدم تلفزيوني بريطاني، ولد في 17 يوليو 1979.

## وصلات خارجية
- كرايغ ستيفنز على موقع IMDb (الإنجليزية)